# Xera tenaense
Xera tenaense is een insect uit de orde Phasmatodea en de familie Pseudophasmatidae. De wetenschappelijke naam van deze soort is voor het eerst geldig gepubliceerd in 2011 door Conle, Hennemann & Gutiérrez.